# Christine Keeler
Christine Keeler (født 22. februar 1942, død 4. december 2017) var en engelsk fotomodel og korpige. Hendes forbindelse med en minister i den konservative engelske regering under Harold Macmillan medførte i 1963 den krise, der er kendt som Profumo-skandalen.
Hun blev født i Uxbridge i Middlesex i England og voksede op i den lille by Wraysbury i Berkshire. Som 15-årig fik hun arbejde som model i en kjoleforretning i Soho-kvarteret i London. Som 16-årig fik hun en søn med en farvet amerikansk soldat. Den nyfødte levede kun få dage, og Keeler fik hurtigt arbejde som korpige i en klub i Soho, hvor hun mødte dr. Stephen Ward. De to flyttede kort efter sammen og gav udadtil indtryk af at være et par, men ifølge hende var det et platonisk forhold.

## Profumo-skandalen
I juli 1961 introducerede Ward hende ved en fest på Cliveden (tilhørende lord Astor) for John Profumo, den britiske krigsminister. Profumo indledte en affære med Keeler uden at vide, at hun også gik i seng med Jevgenij Ivanov, der var militærattaché ved den sovjetiske ambassade.
Keeler var fængslet i ni måneder for mened i en sag, der involverede en tidligere elsker Lucky Gordon, som var immigrant fra Jamaica. Stephen Ward blev anklaget for at leve af indtægter fra prostitution tjent af Christine Keeler og hendes veninde Mandy Rice-Davies. Ward begik selvmord før dommen.
Hun havde udgivet flere bøger om affæren, og i 2001 skrev hun og redaktøren Douglas Thompson sin autobiografi med titlen Den endelige sandhed – Min historie (The Truth at Last: My Story).
I filmen Scandal fra 1989 om Profumo-affæren spillede skuespillerinden Joanne Whalley rollen som Keeler.
Hun var også emnet for en sang af Phil Ochs med titlen "Christine Keeler". Desuden optræder hendes navn i Porcupine Trees sang "Piano Lessons" og i "Post World War II Blues" af Al Stewart.

## Portrættet
Midt under Profumo-skandalen i 1963 tog fotografen Lewis Morley et berømt fotografi af Keeler til reklamen for en film, som aldrig blev udsendt. Keeler havde underskrevet en kontrakt, ifølge hvilken hun var forpligtet til at optræde nøgen på reklamefotos. Keeler tøvede med at gennemføre dem, men filmproduceren insisterede, så Morley overtalte Keeler til at sidde omvendt på en stol, så hun teknisk set var nøgen, men stolen dækkede det meste af hende. (Se billederne via den eksterne henvisning nedenfor).
På det tidspunkt var Morley og Keeler allerede berømte, men fotografiet medvirkede til at give Arne Jacobsens stol model 3107 stjernestatus. For at undgå alle retslige spørgsmål om ophavsret var den benyttede stol imidlertid ændret, så den havde et udskåret håndtag i stoleryggen. Fotografiet er blevet efterlignet og gjort til genstand for satire, også af Morley selv.

## Ekstern henvisning
- Morley's erindring om fotooptagelsen af Keeler fra Victoria and Albert Museum.